# Yanqui U.X.O.
Yanqui U.X.O. – trzeci studyjny album kanadyjskiej grupy post-rockowej Godspeed You! Black Emperor, nagrany przez muzyka Steve′a Albiniego w studiu Electrical Audio w Chicago pod koniec 2001. Nagranie zostało wydane przez wytwórnię Constellation Records z Montrealu 4 listopada 2002, w Europie także na winylu.
Album jest pierwszym nagraniem grupy po nieznacznej zmianie nazwy (przeniesienie wykrzyknika zza „emperor” za „you”), a także pierwszym nagranym pozą rodzinną dla członków zespołu Kanadą. Pozbawiony charakterystycznych dla grupy sampli i osobno nazywanych fragmentów utworów, album został opisany jako „surowy, gniewny, dysonansowy, epicki instrumentalny rock”.
Yanqui U.X.O wzbudził sprzeczne opinie wśród krytyki. Podczas gdy niektóre media, jak portal AllMusic, uznały go za „najbardziej tajemniczy album zespołu”, inne, jak Pitchfork Media, skrytykowały za „opieszałość i brak inwencji twórczej”. Niedługo po wydaniu płyty grupa ogłosiła zawieszenie działalności na czas nieokreślony, aby dać członkom możliwość realizowania innych projektów muzycznych.

## Lista utworów

### Winyl
1. „09-15-00” – 22:40
2. „Rockets Fall On Rocket Falls” – 20:43
3. „Motherfucker=Redeemer” – 21:23
4. „Motherfucker=Redeemer” – 19:05

### CD
1. „09-15-00, part 1” – 16:28
2. „09-15-00, part 2” – 6:16
3. „Rockets Fall On Rocket Falls” – 20:43
4. „Motherfucker=Redeemer, part 1” – 21:23
5. „Motherfucker=Redeemer, part 2” – 10:10